# 모리모토 신타로
모리모토 신타로(일본어: 森本 慎太郎, 1997년 7월 15일 ~ )는 일본의 배우 (전·아역)이며, 쟈니즈 Jr. 내 유닛 SixTONES의 멤버이다.
카나가와 현 출신. STARTO ENTERTAINMENT 소속.

## 약력
- 2006년, 쟈니즈 사무소에 레슨생으로서 입소.
- 2009년 10월, 코야마 쿤도, 나카야마 유마와 함께, 〈벨기에·프란다스 정부 관광국 우호대사〉로 임명되었다.
- 2009년 11월 1일, 스노우 프린스 합창단이 결성되어 리더가 된다. 12월 2일에, 《스노우 프린스》로 CD 데뷔[1].

## 인물
- 형은 모리모토 류타로[2].
- 2009년 1월부터, 영화의 촬영으로 공동 출연한 강아지인 아키타견을 기르게 되었다. 이름은 〈치이〉[3].

## 출연

### 드라마
- 수험의 신 (2007년 7월 14일 ~ 9월 22일, 닛폰 TV) - 사이온지 타다츠구 역
- 드라마8 배터리 (2008년 4월 3일 ~ 6월 12일, NHK 종합 TV) - 하라다 세이하 역
- 사랑해 악마~뱀파이어☆보이 (2009년 7월 7일 ~ 9월 8일, 칸사이 TV) - 미우라 쇼타 역
- 일하는 곤! (2009년 9월 23일, 닛폰 TV) - 곤다와라 사키 역
- 좌목탐정 EYE 제4화 (2010년 2월 13일, 닛폰 TV) - 시마다 타카히로 역
- 사립 바카레아 고교 (2012년 4월 14일 ~ 6월 30일, 닛폰 TV) - 주연·사쿠라기 타츠야 역
- GTO (2012년 7월 3일 ~ 9월 11일, 칸사이 TV) - 무라이 쿠니오 역
  - 가을 스페셜 (2012년 10월 2일)
  - 정월 스페셜 (2013년 1월 2일)
  - 졸업 스페셜 (2013년 4월 2일)
- 희미한 그녀 (2013년 4월 9일 ~ 6월 18일, 칸사이 TV) - 네즈 료스케 역

### 영화
- 스노우 프린스 금지된 사랑의 멜로디 (2009년 12월 12일) - 주연·하라다 소타 역
- 극장판 사립 바카레아 고교 (2012년 10월 13일) - 주연·사쿠라기 타츠야 역
- 닌쟈니 등장! 미래에의 싸움 (2014년 6월 7일, 쇼치쿠) - 동쪽 닌자 역

### CM
- 롯데 초코파이 (2009년 11월 ~ 2010년 1월) - 형 역
- 31 아이스크림 (2013년 4월 27일 ~ 6월 28일)

### 버라이어티
- YOU들! (2006년 10월 ~ 2007년 9월, 닛폰 TV)
- 더 소년구락부 (2006년 12월 ~ , NHK BS 프리미엄)
- 오차노미즈 박사 (2009년 11월 ~ 2011년 3월, TBS)
- 망상 리스트 (2013년 10월 ~ , 후지 TV)

### 무대
- 타키자와 연무성 2007 (2007년 7월 3일 ~ 29일, 신바시 연무장)
- DREAM BOYS (2007년 9월 5일 ~ 30일, 제국 극장) - 유키 역
- DREAM BOYS (2008년 3월 4일 ~ 30일, 제국 극장) - 유키 역
- PLAYZONE FINAL 1986-2008~SHOW TIME Hit Series~ Change (2008년 7월 6일 ~ 8월 31일, 아오야마 극장)
- SUMMARY 2008 (2008년 8월 2일 ~ 9월 5일, 오다이바·아오미 J지구 특설 회장 〈Johnnys Theater〉)
- PLAYZONE2010~ROAD TO PLAYZONE~ (2010년 7월 9일 ~ 8월 1일, 아오야마 극장) - 신 역
- SUMMARY 2010 (2010년 7월 19일 ~ 8월 29일)
- SUMMARY 2011 (2011년 8월 7일 ~ 9월 25일)
- Johnny's Dome Theatre ~SUMMARY2012~ (2012년 9월 8일 ~ 9일, 도쿄 돔 시티 홀)

### 콘서트
- 2007 근하신년 새해복 많이 받으세요 쟈니즈 Jr.대집합 (2007년 1월 2일 ~ 7일, 일본 무도관)
- 쟈니즈 Jr.의 대모험! '07 @메리디앙 (2007년 8월 15일 ~ 24일, 호텔 그랑 퍼시픽 메리디앙)
- JOHNNYS'Jr. Hey Say 07 in YOKOHAMA ARENA (2007년 9월 23일 ~ 24일, 요코하마 아레나)
- 포럼 신기록!! 쟈니즈 Jr.1일 4공연 할거야! 콘서트 (2009년 6월 7일, 도쿄 국제 포럼)
- 여름방학 쟈니즈 Jr. 전원 집합 (2009년 8월 18일, 도쿄 국제 포럼)
- Hey! Say! 2010 TEN JUMP (2010년 4월 2일·2010년 5월 16일)
- 연말 영 동서 노래 자랑! 동서 Jr. 선발 대집합 2010! (2010년 11월 27일, NHK 홀)
- 프레시 쟈니즈 Jr. IN 요코하마 아레나 (2012년 12월 16일, 요코하마 아레나)
- Live House 쟈니즈 긴자 (2014년 5월 9일 ~ 11일, 시어터 크리에)
- 가무샤라 J's Party!! (2014년 5월 13일 ~ 14일, EX 시어터 롯폰기)
- 가무샤라 J's Party!! Vol.6 (2014년 12월 17일 ~ 18일, EX 시어터 롯폰기)
- 가무샤라 J's Party!! Vol.7 (2015년 1월 23일 ~ 26일, EX 시어터 롯폰기)
- Live House 쟈니즈 긴자 2015 (2015년 4월 30일 ~ 5월 4일, 시어터 크리에)

### 이벤트
- 프로야구 롯데·오릭스전 시구식 (2009년 9월 26일)
- 〈스노우 프린스 금지된 사랑의 멜로디〉 DVD 발매 기념 이벤트 (2010년 8월 31일)